# کلاوس برندنر (سیاستمدار)

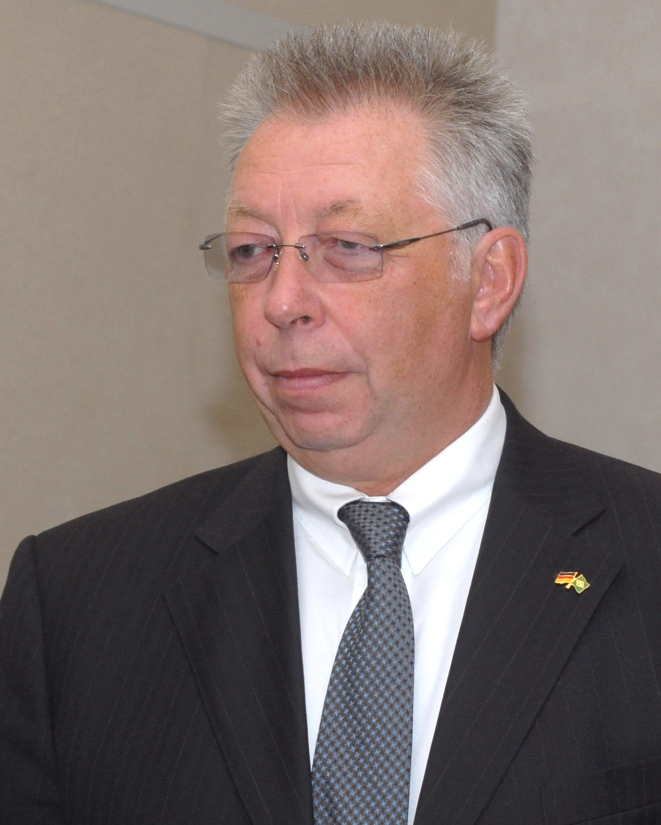
Klaus Brandner

کلاوس برندنر (انگلیسی: Klaus Brandner) یک سیاست‌مدار اهل آلمان است. او از اعضای حزب سوسیال دموکرات آلمان(SPD) می‌باشد.